# Kirsten Walter
Kirsten Sophie Walter (* 21. Februar 1996) ist eine deutsche Handballspielerin. Die Allrounderin spielt vor allem im linken Rückraum und ist deutsche Nationalspielerin im Beachhandball.
Walter legte am Werner-Heisenberg-Gymnasium Garching das Abitur ab. Sie lebt in Ismaning.

## Hallenhandball
Kirsten Walter wurde beim TSV Ismaning ausgebildet, wo sie in der Bayernliga auch ihren Einstand im Spielbetrieb der Frauen gab. 2016 wechselte sie in die 3. Liga zum HCD Gröbenzell. Mit diesem stieg sie ein Jahr später in die 2. Bundesliga auf, konnte die Klasse aber nicht halten und stieg nach einer Saison als abgeschlagene Tabellenletzte wieder ab und spielt seitdem wieder in der 3. Liga.
Als Jugendspielerin lief Walter für die Auswahl Bayerns auf.

## Beachhandball
Walter gehörte 2014 zu den aus dem TSV Ismaning heraus begründeten Beachhandball-Verein Brüder Ismaning. Mit diesem wurde sie umgehend zu einer deutschen Spitzenmannschaft. Noch 2014 und erneut 2016 und 2017 gewann sie mit der Mannschaft den Titel bei den Deutschen Meisterschaften. 2015 wurde sie mit den „Brüdern“ Fünfte beim EHF Beach Handball Champions Cup, 2016 Elfte und 2017 Vierte.
Nachdem der DHB nach acht Jahren Pause wieder mit deutschen Beachhandball-Nationalmannschaften an internationalen Turnieren teilnahm, gehörte Walter zur ersten Generation der Juniorinnen-Nationalmannschaft. Mit der U19-Nationalmannschaft nahm sie an den Junioren-Europameisterschaften 2015 in Lloret de Mar teil. Von den vier Vorrundenspielen wurde nur eines gegen die ungarische Übermannschaft verloren, die bis dato alle U18- und U-19-Titel bei den Mädchen in Europa gewonnen hatte. Als Gruppenzweite zogen die Deutschen in das Halbfinale, wo sie Spanien unterlagen. Im Spiel um den dritten Platz gelang ein Sieg gegen Russland und damit der Gewinn der Bronzemedaille. Walter kam in allen sechs Spielen zum Einsatz und erzielte 14 Punkte, traf dabei in jedem Spiel.
Direkt im Anschluss nahm Walter neben Christine Königsmann nun auch mit der A-Nationalmannschaft an selber Stelle an ihren ersten Beachhandball-Europameisterschaften teil. Die vollständig neu formierte Mannschaft spielte anders als die Nachwuchsmannschaft kein gutes Turnier. Zunächst wurden alle sechs Vorrundenspiele verloren, danach die beiden ersten Spiele der in einer Liga ausgespielten Platzierungsrunde. Erst das allerletzte Spiel gegen Montenegro konnte gewonnen werden und Deutschland platzierte sich vor Montenegro auf den vorletzten Platz. In neun Spielen traf Walter zu 35 Punkten, im Spiel gegen Italien traf sie mit neun Punkten am besten, die meisten Punkte erzielte sie gegen Montenegro mit zehn.
2017 nahm Walter am Jarun-See bei Zagreb abermals an Europameisterschaften teil. Die Mannschaft verlor alle vier Vorrundenspiele und zog als Tabellenletzte in die Trostrunde ein. Dort gelangen in einer Doppelspielrunde zwei Siege gegen die Schweiz, gegen Schweden gab es einen Sieg und eine Niederlage. Da der Sieg nur im Shootout gelang, konnte sich Schweden am Ende vor Deutschland mit der weitaus besseren Trefferquote platzieren; Deutschland wurde 14. von 15 Mannschaften. Erneut kam Walter in allen acht Spielen zum Einsatz und erzielte dabei 55 Punkte. Im ersten Spiel gegen Schweden mit 12 sowie im Spiel gegen die Schweiz mit zehn Punkten war sie beste Werferin der deutschen Mannschaft.

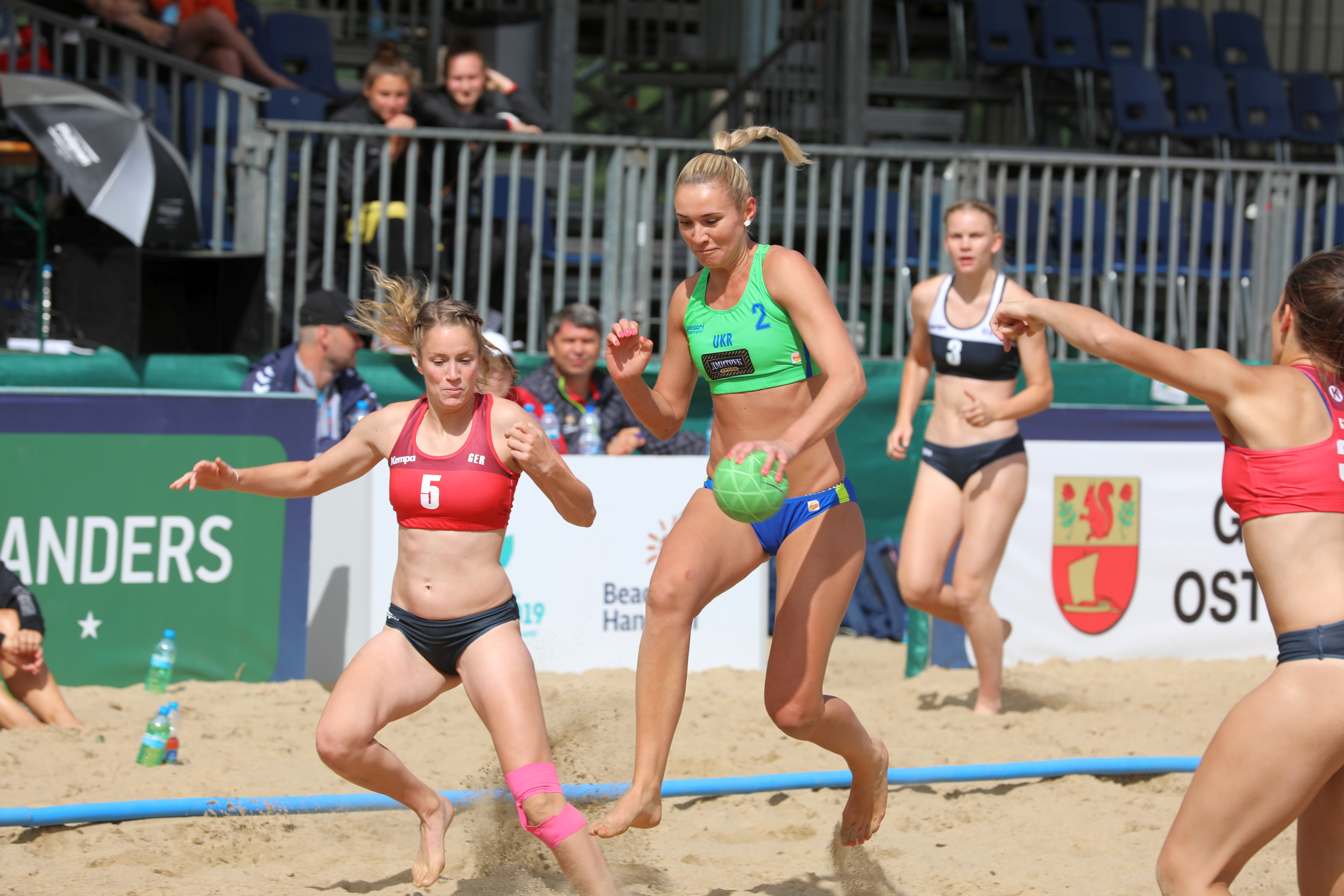
Walter (links, #5) versucht im Vorrundenspiel der EM 2019 gegen die Ukraine Olga Laiuk beim Torwurf zu behindern

2019 nahm Walter in Stare Jabłonki, Polen an ihren dritten Europameisterschaften teil und war nun Spielführerin der deutschen Mannschaft, die sich neben ein paar erfahreneren Spielerinnen vor allem aus jüngeren Spielerinnen zusammen setzte. Nach einer Vorrunde mit zwei Siegen und zwei Niederlagen sowie fünf gewonnenen und fünf verlorenen Sätzen qualifizierte sich das deutsche Team als Gruppendritte für die Hauptrunde. Dort schlug man zunächst die amtierenden Weltmeisterinnen aus Griechenland, verlor dann aber gegen Spanien und schlug im dritten und letzten Spiel die Italienerinnen. Das deutsche Team ging als Vorletztes Team ihrer Hauptrunden-Gruppe in die KO-Phase, wo es zunächst die Mannschaft der Schweiz deutlich mit 2:0 besiegte. Es folgte ein hart umkämpfter und erst im Shootout besiegelter Sieg gegen die Gastgeberinnen aus Polen. Im letzten Spiel nach einer kräftezehrenden Meisterschaft unterlag das junge Team der Vertretung aus Russland und belegte Platz zehn. Walter kam in allen Spielen abgesehen vom ersten Platzierungsspiel gegen die Schweiz zum Einsatz und erzielte dabei 22 Punkte. Im Spiel gegen Polen musste sie das Spiel vorzeitig nach zwei Zeitstrafen beenden.
Walter war eine der fünf Kandidatinnen für den #beachaward2020, bei dem die beste Spielerin der 2010er Jahre gewählt wurde und bei der am Ende Sabine Stockhorst gewann. 2022 erhielt sie das Silberne Lorbeerblatt.